# Soumission chimique
Pour les articles homonymes, voir Viol (homonymie).
La soumission chimique est le fait de droguer une personne à son insu ou sous la menace à des fins délictuelles ou criminelles. Elle se distingue de la vulnérabilité chimique, qui consiste à profiter de l’état de fragilité d’une personne ayant librement consommé des substances pour l’agresser. Elle est le plus souvent employée à des fins de viol ou d'agression sexuelle, mais concerne aussi par exemple des enfants ou des personnes âgées, pour n'avoir pas à s'occuper d'eux, des personnes de tous genres pour les voler, ou peut être utilisée pour faciliter la séquestration. Ce procédé criminel est souvent utilisé dans les cas de « viols commis par une connaissance » . Cet usage, criminel, est en France surveillé depuis 2003 dans le cadre d'une enquête annuelle du dispositif d'addictovigilance.
La preuve d'une soumission chimique peut être apportée par analyse capillaire.
Pour prévenir la commission de tels actes avec des médicaments usuels, il est demandé d'y adjoindre des substances de couleur, gout ou viscosité affectant les caractéristiques de la boisson,.

## Éléments de définition juridique

### Droit canadien
Dans le Code criminel canadien, ni le terme « soumission chimique », ni le terme « drogue du viol » ne sont utilisés, mais le Code contient une infraction criminelle intitulée le « fait de vaincre la résistance à la perpétration d’une infraction » à l'article 246 C.cr. qui énonce les éléments essentiels de l'infraction. Il s'agit d'un acte criminel qui est passible de l'emprisonnement à perpétuité,.

« 246 Est coupable d’un acte criminel et passible de l’emprisonnement à perpétuité quiconque, avec l’intention de permettre à lui-même ou à autrui de commettre un acte criminel, ou d’aider à la perpétration, par lui-même ou autrui, d’un tel acte :
a) soit tente, par quelque moyen, d’étouffer, de suffoquer ou d’étrangler une autre personne, ou, par un moyen de nature à étouffer, suffoquer ou étrangler, tente de rendre une autre personne insensible, inconsciente ou incapable de résistance;
b) soit administre, ou fait administrer à une personne ou tente d’administrer à une personne, ou lui fait prendre ou tente de lui faire prendre une drogue, matière ou chose stupéfiante ou soporifique. »

### Droit français
Si le terme n'est pas repris par la loi en droit français, il s'agit d'une infraction couverte et définie par le Code pénal à l'article 222-15 comme « administration volontaire de substance nuisible portant atteinte à l’intégrité physique ou psychique d’autrui », et qui relève donc aussi de la médecine légale. Son emploi est considérée comme une circonstance aggravante en cas d'infraction sexuelle depuis la loi du 3 août 2018.
Du point de vue de l'Agence nationale de sécurité du médicament et des produits de santé (ANSM), « La soumission chimique (SC) est l’administration à des fins criminelles (viols, actes de pédophilie) ou délictuelles (violences volontaires, vols) de substances psychoactives (SPA) à l’insu de la victime ou sous la menace. 

Les cas ne répondant pas à cette définition entrent dans la catégorie « vulnérabilité chimique » qui désigne l’état de fragilité d’une personne induit par la consommation volontaire de SPA la rendant plus vulnérable à un acte délictuel ou criminel. On note les vulnérabilités par consommation de substances non médicamenteuses (SNM), substances médicamenteuses (SM) ou les deux à la fois (SM + SNM). ».
Ces produits sont parfois aussi qualifiés de « drogue des prédateurs » ou de « drogue du cambriolage sexuel parfait ».

## Fréquence
L'ampleur de ce phénomène est difficilement évaluable car les victimes, faute de certitude ou par honte, peuvent être rebutées par le dépôt de plainte, le passage aux urgences ou une consultation en unité médico-judiciaire.
Une enquête sur la soumission chimique faite en 2019 en France a listé 53 victimes de 2 à 86 ans (médiane : 24 ans). Onze des victimes étaient mineures au moment des faits (neuf étaient des enfants ou adolescents de moins de 15 ans), avec une prédominance féminine (66 %/35 cas). Les victimes de plus de 12 ans avaient volontairement consommé de l’alcool (dans 62 % des cas) et/ou du cannabis (11 % des cas). 52 % des victimes (22 sur 42 victimes âgées de plus de 10 ans) ont décrit une amnésie sélective[réf. souhaitée].

## Historique
Le terme est apparu dans le milieu médical une première fois au début des années 1980, avec les observations des professeures Jacqueline Jouglard (Marseille) et Chantal Bismuth (Paris), qui ont notifié les premières observations de soumission chimique en France, décrivant des enfants léthargiques et les qualifiant d’« enfants chimiquement battus ».
Un terme réapparu au milieu des années 1990 pour désigner, parfois de manière alarmiste et sensationnaliste, le GHB alias Fantasy puis d'autres drogues, GBL, BD, mais d'autres produits psychotropes plus communs ont antérieurement été utilisés dans ce but, l'alcool et/ou le cannabis notamment.
S’il était difficile à cette époque de caractériser par des analyses toxicologiques les produits administrés, c’est au début des années 2000 et l’apparition des systèmes de chromatographie en phase liquide couplée à la spectrométrie de masse que la preuve biologique a pu être établie et ce, en routine, sur tout le territoire national.
En 2021 apparaît sur les réseaux sociaux le hashtag #BalanceTonBar, lancé en Belgique par Maïté Meeûs.
En France, le phénomène connaît une médiatisation particulière en 2023 à l'occasion du dépôt de plainte de la députée Sandrine Josso contre le sénateur Joël Guerriau, qu'elle accuse de l'avoir droguée en vue de l'agresser sexuellement, puis, en 2024, à l'occasion de l'emblématique procès de Mazan, où près d'une cinquantaine d'hommes sont jugés pour avoir violé une femme droguée aux anxiolytiques par son mari.

## Produits utilisés
La notion a été popularisée avec l'utilisation du GHB, improprement qualifié de drogue du viol (parfois « drogue de viol », « drogue du violeur » ou gouttes ko) puisque dans la majorité des cas, ce sont des médicaments sédatifs qui sont utilisés. Cet usage se rencontre dans divers milieux (bars, rave party, free party, fêtes étudiantes, soirées, boîtes de nuit, etc.). Un verre hermétiquement fermé une fois servi a été proposé pour empêcher un éventuel ajout de drogue.
Les autres substances appartiennent aux classes des dépresseurs, des sédatifs et des hypnotiques notamment le flunitrazépam (plus connu sous l'appellation commerciale « Rohypnol »), le Zolpidem, la kétamine ou encore la scopolamine.
La plupart des produits utilisés à ces fins ont certains points communs :
- ils sont solubles dans les liquides, inodores, incolores et insipides ;
- leur prix est généralement bas comparé à celui d'autres drogues[réf. nécessaire] ;
- ils induisent une levée des inhibitions, puis l'entrée dans un état passif, voire soumis, de la victime. Ensuite, la victime rentre dans un état confusionnel, voire amnésique, elle se réveille alors dans un environnement, ou une situation, avec un sentiment laissant supposer une agression mais elle est incapable de s'en souvenir. Le dernier souvenir de la victime étant généralement la consommation d'une boisson.[réf. souhaitée]

## But
Selon l'enquête 2019 (France), les buts mis en évidence dans les cas décrits par des analyses et une enquête étaient :
- l'agression sexuelle (AS) : seule (54,7 % ; 29 cas), ou accompagnée d'un vol (1,9 % ; un cas)[2] ;
- le vol (13,2 % ; sept cas)[2] ;
- une sédation (20,7 % ; onze cas, dont deux dans un but homicide)[2] ;
- une tentative de soumission chimique (9,4 % ; cinq cas)[2].

Les agressions liées à ces usages comportent toujours un élément caché de coercition, puisque la victime n'est pas en mesure de donner son consentement ou peut avoir perdu conscience sous l'effet de la ou des substance(s) psychotrope(s).

## Détection et médecine légale
Des techniques existent pour détecter voire pour dater ces substances dans le corps humain, aussi tôt que possible après les faits ou la suspicion de soumission chimique ; outre un échantillon d'urine, un tube de sang est recueilli sur EDTA (pour éviter la formation in vitro de GHB), et un autre sur fluorure et ces produits sont conservés et transportés conformément aux bonnes pratiques d'expertises post mortem et l'analyse d'éventuels vêtements ou objets souillés par des restes de vomissement peut être un « excellent complément ». Certains produits peuvent être retrouvés sur ou dans le cheveux, déposés par la sueur, jusqu'à plusieurs mois après l'ingestion (surtout si les cheveux n'ont pas été lavés) grâce aux analyses capillaires, mais « la littérature a mis en avant les risques de dégradation des cheveux par l’environnement (UV, eau de mer) ou les traitements cosmétiques, il est illusoire de vouloir rechercher après plus de quatre à six mois une exposition unique. ». Dans l'idéal, trois mèches de cheveux sont prélevées, coupées à ras du cuir chevelu, avant six semaines, en vertex postérieur et une quatrième en prévision d'une éventuelle contre-expertise ; elles sont conservées à température ambiante, au sec et à l’abri de la lumière.
Les professionnels de santé conseillent aux supposés victimes de ne pas se couper, ni se teindre les cheveux dans l’année suivant l’agression, pour ne pas altérer ni détruire les molécules des agents chimiques,.
Les cas démontrés le sont généralement grâce à des analyses chimiques (et/ou autres types de preuves) apportées par :
- des laboratoires d’analyses toxicologiques experts médico-judicaires (434 cas (65,7 % du total) en France en 2019)[2] ;
- des services d'urgences médico-judiciaires et/ou des services de médecine légale dans 206 cas (31,1 %) en France en 2019)[2] ;
- d'autres sources médicales et/ou judiciaire (enquêtes de police…) dans 21 cas (3,2 %) en France en 2019)[2].

Les souvenirs et le type de réveil décrits par la victime (ou des proches, un personnel médical…) seront des indices essentiels pour les investigations : le type et la durée d'effets léthargiques et amnésiants (effet souvent cité), la qualité du réveil renseigneront les experts (ex. : sous GHB, la durée de sédation ne dépasse pas quelques heures, souvent moins de trois heures (selon la dose ingérée) et le réveil est rapidement complet et clair,,. Inversement les sédatifs induisent une somnolence prolongée (selon la demi-vie du produit) et un réveil est difficile avec de fréquents ré-endormissement(s). Le GHB induit souvent des vomissements,, mais pas les antihistaminiques H1. Les anticholinergiques laissent une sensation de sécheresse marquée de la bouche.
Le 24 octobre 2024, le Conseil national de l'Ordre des médecins appelle les pouvoirs publics à rendre « accessible à tous les patients, sans conditions de ressources » les tests permettant de détecter une soumission chimique, y compris sans dépôt de plainte, pour améliorer la prise en charge des potentielles victimes. Le 25 novembre 2024, le Premier ministre français, Michel Barnier, annonce l'expérimentation du « remboursement par l'Assurance maladie dans plusieurs départements, de ce qu'on appelle des kits individuels permettant de détecter une soumission chimique pour améliorer la prise en charge des potentielles victimes ».

## Aide aux victimes
En France, à la suite du procès de Mazan, le Centre d'addictovigilance de Paris a lancé une plateforme dédiée aux victimes, le CRAFS , un site qui accompagne les victimes sur le plan sanitaire, psychologique et juridique. Le Centre d'addictovigilance de Paris est le centre expert sur l’enquête nationale sur la soumission chimique auprès de l’Agence nationale de sécurité du médicament et des produits de santé (ANSM). Son rôle est notamment d'offrir aux victimes des conseils par téléphone.